# Щ-304
Щ-304 «Комсомолец» — советская дизель-электрическая торпедная подводная лодка времён Второй мировой войны, четвёртая и последняя лодка первой советской серии средних ДПЛ (серия III «Щука»).

## История корабля
Лодка была заложена 23 февраля 1930 года на заводе № 112 «Красное Сормово» в Горьком, заводской номер 500/1, спущена на воду 2 мая 1931 года, в транспортном доке была доставлена в Ленинград на завод № 189 «Балтийский завод» для достройки. 15 августа 1934 года вступила в строй, 24 августа вошла в состав Морских Сил Балтийского Моря. При постройке лодка получила имя «Язь», позже была переименована в «Ударник», некоторое время из соображений секретности называлась «Баржа № 550», а после спуска получила окончательное имя «Комсомолец».
Щ-304 стала первой подводной лодкой, построенной на заводе «Красное Сормово».
Закладная доска лодки несла надпись:
Подлодка «Комсомолец» заложена в период осуществления пролетарской страной грандиозного плана индустриализации и социалистической стройки, в период жестокой борьбы рабочего класса под руководством Коммунистической партии с капиталистическим элементом города и деревни за социалистическую перестройку деревни, за колхозы и обобществление сельского хозяйства.
Год закладки лодки был годом роста влияния СССР на мировой арене: на западе Великобритания вынуждена была восстановить с нами дипломатические отношения, преступно разорванные в 1927 году, на Востоке была разбита Китайская военщина, пытавшаяся выступить против нас с оружием в руках.

Настоящая лодка строится на средства шефа морских сил — ВЛКСМ. Задача её — охранять морские подступы к городу Ленина.

### Довоенная служба
- В 1939 году «Щ-304» выходила на патрулирование Финского залива,
- В 1940-1941 годах прошла капитальный ремонт и модернизацию на заводе № 194 «Кронштадтский морзавод», к началу войны находилась в ремонте с готовностью около 90 %.

### Боевые походы
В 1941 году в связи с окончанием ремонта «Комсомолец» в боевые походы не выходил.
9 июня 1942 года лодка вышла в свой первый боевой поход.  11 июня она достигла острова Лавенсари, откуда начала
форсирование созданного немцами противолодочного рубежа и преодолела его первой из подводных лодок КБФ в кампании 1942 года.
14 июня лодка прибыла на позицию.
15 июня обнаружен и атакован транспорт. Последовали взрывы, судно посчитали потопленным, однако через 10 часов лодка вышла в атаку на ту же цель, не пострадавшую от торпед. Считается, что была атакована плавбаза тральщиков «MRS-12», водоизмещением 5635 брт известная ранее как пароход «Нюрнберг». После неудачной торпедной атаки «Комсомолец» всплыл и открыл артиллерийский огонь. Плавбаза ответила огнём своих орудий, и «Щ-304» произвела срочное погружение. После этой атаки лодка подвергалась множественным атакам кораблей и самолётов противолодочной обороны противника, провела более 90 часов под водой, 22 раза форсировала минные поля, была атакована 7 раз с воздуха, 14 раз кораблями, 3 раза береговыми батареями. По лодке было выпущено около 100 снарядов и сброшено более 150 глубинных бомб. 28 июня «Щ-304» вернулась на базу. За этот поход весь экипаж был награждён орденами и медалями.
23 августа лодка прибыла на остров Лавенсари, однако из-за поломки дизеля прервала поход и вернулась для ремонта в Кронштадт.
27 октября «Комсомолец» покинул Кронштадт, 29 октября — покинул Лавенсари. Больше на связь лодка не выходила и на базу не вернулась.
По одной версии, «Щ-304» погибла при выходе в море на одном из минных заграждений, по другой версии «Щ-304» успешно форсировала минные рубежи и пробыла на позиции до декабря. В пользу этой версии говорят сообщения о безуспешных торпедных атаках 13 ноября финского минного заградителя, о потоплении 17 ноября транспорта  «Гинденбург» (7888 брт) и повреждении другого транспорта, а также о гибели в начале декабря ещё нескольких судов. В соответствии с этой версией «Щ-304» погибла на минных заграждениях при возвращении на базу. Радиомолчание лодки может объясняться поломкой оборудования, решением командира, или нерасторопностью связистов штаба флота, которые могли не сообщить радистам лодки актуальные частоты, используемые для радиосвязи в этот период. Вместе с кораблём погиб весь экипаж: 40 человек.

## Обнаружение
В 2004 году Щ-304 была обнаружена и опознана финскими ВМС. Подводная лодка погибла на мине в северной части заграждения «Насхорн» после 29 октября 1942 года. Щ-304 лежит носом на юг; носовая часть задрана вверх под углом 35-40° и возвышается над грунтом на 10 метров; корма ушла в грунт. В районе рубки палуба возвышается над грунтом около метра. Перископы убраны, оба люка (верхний рубочный и в центральный пост) открыты, в рубочном тамбуре у нактоуза открыта крышка. Вероятно, в момент зарядки аккумуляторов «Щ-304» подорвалась на мине кормовой частью и быстро затонула, так как больше половины корпуса от носа видно полностью и повреждений там нет никаких. На палубе мостика найдены останки верхней вахты; видимо моряки были пристегнуты штормтросами к ограждению рубки, и когда подводная лодка резко пошла вниз кормой вперед, вахту вдавило в «лимузин».

## Командиры лодки
- 1933 — 1936 — К. М. Бубнов;
- 1936 — 1939 — И. А. Соколов;
- март 1939 — февраль 1940 — А. М. Середа;
- июнь 1941 — ноябрь 1942 — Яков Павлович Афанасьев.